# Duván Zapata
Duván Esteban Zapata Banguero (Cali, 1º aprile 1991) è un calciatore colombiano, attaccante e capitano del Torino.

## Biografia
È cugino di Cristián Zapata, a sua volta calciatore professionista. Sposato con Diana, la coppia ha due figli.

## Caratteristiche tecniche
È una punta centrale dal fisico massiccio, caratteristica che gli permette di reggere anche da solo il peso dell'attacco contro le difese avversarie. Dispone di un tiro potente e preciso, ed è inoltre abile nel gioco aereo e nell'uno contro uno.

## Carriera

### Club

#### América de Cali ed Estudiantes
Viene acquistato nel 2001 dall'América de Cali, militando per sette anni nelle giovanili del club. Nel 2008 trova spazio in prima squadra, esordendo il 18 maggio dello stesso anno durante la partita di campionato contro il Boyacá Chicó, conclusasi con la prima rete realizzata da calciatore professionista. Trascorre due anni con i Diablos Rojos, nei quali colleziona in totale 21 presenze e 7 gol segnati, non sufficienti a evitare la retrocessione in Categoría Primera B della squadra.
Nel 2011 passa in prestito all'Estudiantes (LP). Debutta con la squadra biancorossa il 26 settembre, in occasione dell'incontro con il Belgrano, entrando a partita in corso e segnando, dopo pochi minuti, la sua prima rete nella Primera División. Dopo 5 gol segnati in 11 partite, il club di La Plata esercita l'opzione per l'acquisto del cartellino del calciatore.

#### Napoli
Nell'agosto 2013 approda in Italia, ingaggiato dal Napoli. Esordisce in maglia azzurra, e contestualmente in Serie A, il 28 settembre successivo, nella gara esterna contro il Genoa vinta 2-0 dai partenopei. Tre giorni più tardi debutta anche in Champions League, nella gara giocata all'Emirates Stadium contro l'Arsenal; nella stessa competizione, il successivo 22 ottobre segna il primo gol in maglia azzurra, allo Stade Vélodrome contro l'Olympique Marsiglia, dopo essere subentrato nel corso della gara a Gonzalo Higuaín. Va ancora in rete nel match di ritorno degli ottavi di finale di Europa League contro il Porto, terminato 2-2, risultato che, in virtù della sconfitta per 1-0 dell'andata, decreta l'eliminazione del Napoli dalla competizione. I primi gol in Serie A arrivano il 26 marzo 2014, nella vittoria esterna contro il Catania (4-2), durante la quale mette a segno una doppietta. Nella sua prima stagione con i partenopei realizza complessivamente 7 reti in 22 presenze.
Anche nell'annata 2014-2015 il colombiano si ritrova spesso a partire dalla panchina. Il 24 settembre 2014, in occasione della terza giornata di campionato, segna il primo gol stagionale nella partita casalinga contro il Palermo (3-3). Nell'ultima gara della fase a gironi di Europa League, contro lo Slovan Bratislava, mette a segno il gol del definitivo 3-0 a favore degli azzurri. Nella partita giocata il 23 febbraio 2015 realizza, ai danni del Sassuolo, il suo settimo gol in stagione con il Napoli, diventando così il calciatore colombiano più prolifico nella storia della squadra partenopea.

#### Udinese e Sampdoria
Nel luglio del 2015 lascia il Napoli per approdare in prestito biennale all'Udinese. Segna la sua prima rete in campionato con la maglia bianconera contro l'Empoli. Nella prima stagione friulana gioca 25 partite segnando 8 reti. L'anno seguente gioca invece tutte le 38 gare di campionato, realizzando 10 gol, a cui aggiunge un'ulteriore rete nella sua unica presenza stagionale in Coppa Italia.
Nell'agosto 2017 si trasferisce alla Sampdoria, in prestito con obbligo di riscatto. Debutta con la maglia blucerchiata il successivo 17 settembre contro il Torino, andando in rete dopo soli 16 secondi. Realizza gol decisivi per le vittorie casalinghe contro Milan, Atalanta, Chievo e Juventus, consentendo ai liguri di stazionare nella parte alta della classifica per quasi tutto il girone di andata; tuttavia, la squadra terminerà la stagione al decimo posto, e Zapata chiuderà con 11 reti all'attivo in 31 presenze.

#### Atalanta

##### 2018-2020

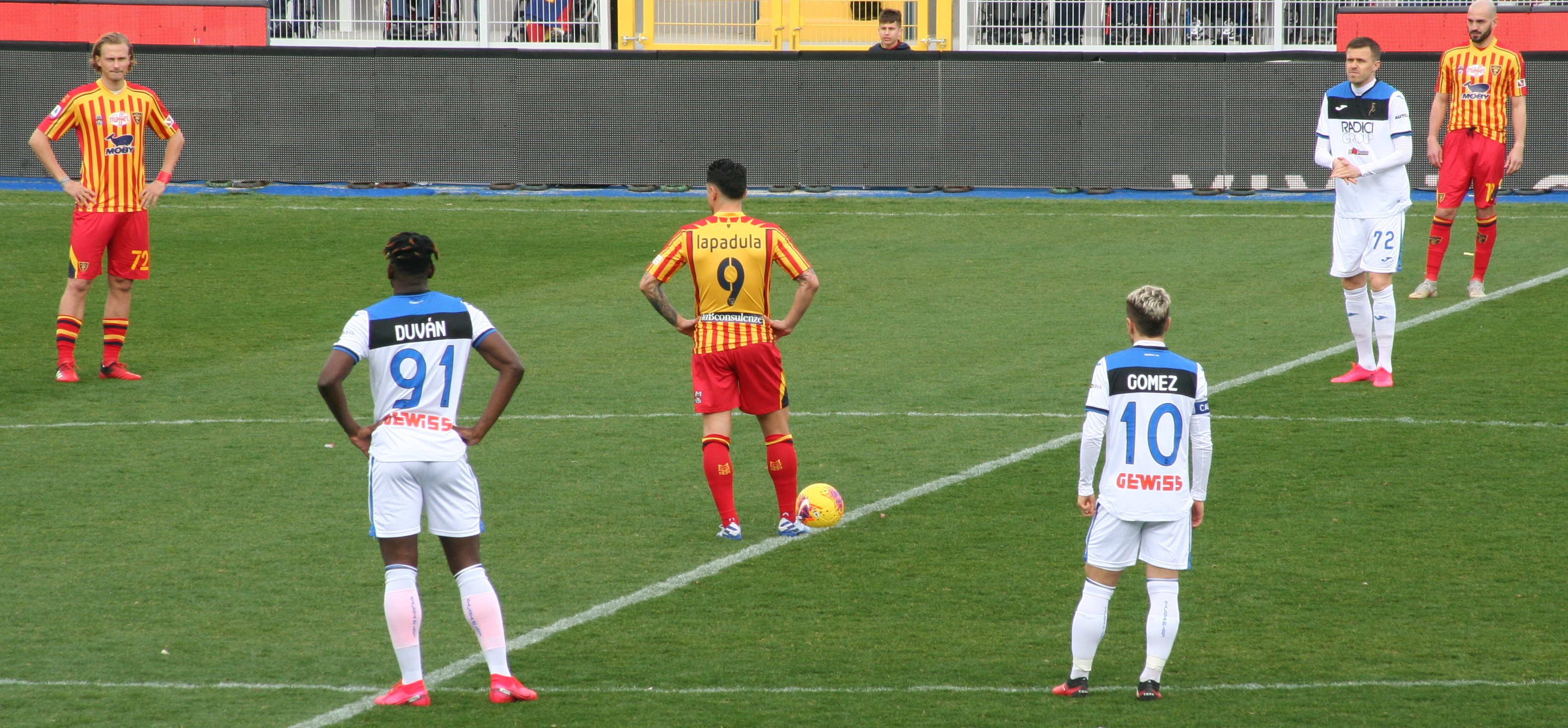
Zapata (con la maglia numero 91) all'Atalanta nel 2020

Nel luglio del 2018 si trasferisce dalla Sampdoria all'Atalanta in prestito biennale per 12 milioni di euro, con diritto di riscatto per ulteriori 14 milioni. Fa il suo esordio in maglia nerazzurra il 26 dello stesso mese, subentrando dalla panchina nella partita casalinga del secondo turno preliminare di Europa League pareggiata per 2-2 contro i bosniaci del Sarajevo. Realizza il suo primo gol con gli orobici il successivo 9 agosto, nella sfida del terzo turno preliminare vinta per 4-1 sul campo degli israeliani dell'Hapoel Haifa; la sua prima rete in Serie A con i bergamaschi arriva nei minuti finali della partita del 4 novembre, vinta per 2-1 sul terreno del Bologna, nella quale Zapata realizza il gol-vittoria. Il 9 dicembre decide la trasferta in casa dell'Udinese (1-3), sua ex squadra, mettendo a segno la prima tripletta nel campionato italiano. Il 20 gennaio 2019 realizza una quaterna nella partita vinta per 5-0 sul campo del Frosinone: gli unici giocatori del club bergamasco a segnare quattro reti in una partita di massima serie, entrambi nel 1952, erano stati Hasse Jeppson (nella stagione 1951-1952) e Poul Rasmussen (nella stagione 1952-1953). In quest'annata Zapata, grazie ai 23 gol in campionato e ai 28 stagionali – entrambi suoi record personali –, emerge tra i protagonisti di un'Atalanta che raggiunge uno storico terzo posto in Serie A, suo migliore piazzamento della storia, e l'annessa qualificazione in Champions League; la Dea arriva a giocare anche la sua terza finale di Coppa Italia, traguardo a cui l'attaccante colombiano contribuisce con la decisiva doppietta alla Juventus nei quarti di finale, in una vittoria per 3-0 che elimina dalla competizione i detentori delle precedenti quattro edizioni.
In avvio della stagione 2019-2020, il 1º ottobre realizza la rete del momentaneo 1-0 nella sconfitta casalinga per 2-1 contro gli ucraini dello Šachtar, nella seconda giornata della fase a gironi di Champions League: si tratta del primo, storico gol atalantino nella massima competizione europea per club. Il successivo 17 gennaio 2020 il club bergamasco riscatta definitivamente Zapata dalla Sampdoria: con i 26 milioni totali sborsati tra prestito oneroso e riscatto, il colombiano diventa, all'epoca, l'acquisto più costoso di sempre per la società nerazzurra.

##### 2020-2023
Il 17 ottobre 2021, andando a segno nel successo per 4-1 sul terreno dell'Empoli, realizza il suo 100º gol in Serie A, diventando il primo colombiano a raggiungere tale traguardo. Il 27 novembre seguente segna il gol del decisivo 1-0 in trasferta contro la Juventus, facendo sì che i nerazzurri tornino a vincere a Torino dopo 32 anni. Nel corso della stagione 2021-2022 diventa, inoltre, il secondo miglior marcatore di sempre nella storia del club in incontri di campionato, superando nel corso dell'annata Severo Cominelli, Adriano Bassetto, Germán Denis e Poul Rasmussen; nel finale della stagione precedente, superando questi stessi giocatori, era già diventato il secondo di sempre per numero di gol tra tutte le competizioni ufficiali con il club bergamasco.
L'annata 2022-2023 è caratterizzata da una serie di infortuni che condizionano il rendimento dell'attaccante colombiano, il quale chiude la sua quinta stagione tra le file nerazzurre con soltanto 2 reti in 27 presenze complessive.
Il 26 agosto 2023, alla seconda giornata del campionato seguente, realizza un gol nella sconfitta per 2-1 sul campo del Frosinone: in tal modo, con 69 reti, raggiunge Cristiano Doni in testa alla classifica dei marcatori in Serie A con la maglia nerazzurra.

#### Torino
Il 1º settembre 2023 Zapata si trasferisce in prestito, con diritto di riscatto convertibile in obbligo, al Torino; è il primo calciatore colombiano a vestire la maglia granata. Fa il suo debutto coi torinesi due giorni dopo, in Serie A, scendendo in campo da titolare nella vittoria interna sul Genoa (1-0). Il successivo 24 settembre trova, sempre in campionato, la sua prima rete coi granata, quella del definitivo 1-1 nella gara casalinga contro la Roma; quindi il 4 dicembre, ancora in Serie A, realizza la sua prima doppietta con il Torino, in occasione del successo casalingo per 3-0 ai danni della sua ex squadra atalantina. Chiude la sua prima stagione sotto la Mole a quota 12 gol, venendo riscattato dalla società granata.
Nella stagione 2024-2025, stante gli addii di Alessandro Buongiorno e Ricardo Rodríguez, l'attaccante colombiano viene nominato capitano della squadra piemontese. Il 5 ottobre 2024, durante la sconfitta esterna in campionato per 3-2 contro l'Inter (in cui realizza la prima delle due reti granata), si infortuna gravemente, procurandosi una lesione del legamento crociato anteriore, del menisco mediale e del menisco laterale.

### Nazionale

#### Nazionali giovanili
Con la nazionale Under-20 vince il Torneo di Tolone 2011, mettendo a segno anche un gol nella finale contro i pari età della Francia. Nello stesso anno, inoltre, prende parte al mondiale di categoria organizzato proprio in Colombia, che vede i padroni di casa uscire sconfitti per 3-1 ai quarti di finale contro il Messico; nell'occasione è lo stesso Zapata a realizzare la rete del momentaneo pareggio colombiano.

#### Nazionale maggiore
Nel marzo 2017 viene convocato dal commissario tecnico José Pekerman per la prima volta in nazionale maggiore. Debutta il 23 dello stesso mese contro la Bolivia, subentrando al 64' al posto di Mateus Uribe. Viene poi incluso tra i preconvocati per il campionato del mondo 2018, senza risultare tra i 23 finali di Pekerman. Il 9 giugno 2019 segna la sua prima rete in nazionale maggiore, siglando il definitivo 3-0 nella vittoriosa amichevole contro il Perù. Convocato nello stesso anno per la Copa América, il 16 giugno segna il gol del definitivo 2-0 all'Argentina, nella prima partita della fase a gironi. Si ripete nella gara successiva contro il Qatar (partecipante alla competizione tramite invito della CONMEBOL), realizzando la rete del definitivo 1-0. Il cammino dei Cafeteros s'interrompe ai quarti di finale contro il Cile dopo i tiri di rigore.
Prende parte anche alla Copa América 2021, che vede la Colombia fermarsi in semifinale, eliminata nuovamente ai tiri di rigore dai futuri campioni dell'Argentina.

## Statistiche

### Presenze e reti nei club
Statistiche aggiornate al 5 ottobre 2024.
| Stagione                | Squadra                 | Campionato              | Campionato | Campionato | Coppe nazionali | Coppe nazionali | Coppe nazionali | Coppe continentali | Coppe continentali | Coppe continentali | Altre coppe | Altre coppe | Altre coppe | Totale | Totale |
| Stagione                | Squadra                 | Comp                    | Pres       | Reti       | Comp            | Pres            | Reti            | Comp               | Pres               | Reti               | Comp        | Pres        | Reti        | Pres   | Reti   |
| ----------------------- | ----------------------- | ----------------------- | ---------- | ---------- | --------------- | --------------- | --------------- | ------------------ | ------------------ | ------------------ | ----------- | ----------- | ----------- | ------ | ------ |
| 2008                    | América de Cali         | PD                      | 25         | 1          | CC              | 0               | 0               | -                  | -                  | .                  | -           | -           | -           | 25     | 1      |
| 2009                    | América de Cali         | PD                      | 6          | 0          | CC              | 1               | 1               | CL                 | 0                  | 0                  | -           | -           | -           | 7      | 1      |
| 2010                    | América de Cali         | PD                      | 19         | 2          | CC              | 5               | 3               | -                  | -                  | -                  | -           | -           | -           | 24     | 5      |
| 2011                    | América de Cali         | PD                      | 13         | 5          | CC              | 2               | 1               | -                  | -                  | -                  | -           | -           | -           | 15     | 6      |
| Totale América de Cali  | Totale América de Cali  | Totale América de Cali  | 63         | 8          |                 | 8               | 5               |                    | 0                  | 0                  |             | -           | -           | 71     | 13     |
| 2011-2012               | Estudiantes (LP)        | PD                      | 11         | 5          | CA              | 0               | 0               | CS                 | 0                  | 0                  | -           | -           | -           | 11     | 5      |
| 2012-2013               | Estudiantes (LP)        | PD                      | 31         | 13         | CA              | 2               | 3               | -                  | -                  | -                  | -           | -           | -           | 33     | 16     |
| ago. 2013               | Estudiantes (LP)        | PD                      | 2          | 1          | CA              | 0               | 0               | -                  | -                  | -                  | -           | -           | -           | 2      | 1      |
| Totale Estudiantes (LP) | Totale Estudiantes (LP) | Totale Estudiantes (LP) | 44         | 19         |                 | 2               | 3               |                    | -                  | -                  |             | -           | -           | 46     | 22     |
| 2013-2014               | Napoli                  | A                       | 16         | 5          | CI              | 1               | 0               | UCL+UEL            | 3+2                | 1+1                | -           | -           | -           | 22     | 7      |
| 2014-2015               | Napoli                  | A                       | 21         | 6          | CI              | 1               | 0               | UCL+UEL            | 1+8                | 0+2                | SI          | 0           | 0           | 31     | 8      |
| Totale Napoli           | Totale Napoli           | Totale Napoli           | 37         | 11         |                 | 2               | 0               |                    | 14                 | 4                  |             | 0           | 0           | 53     | 15     |
| 2015-2016               | Udinese                 | A                       | 25         | 8          | CI              | 1               | 0               | -                  | -                  | -                  | -           | -           | -           | 26     | 8      |
| 2016-2017               | Udinese                 | A                       | 38         | 10         | CI              | 1               | 1               | -                  | -                  | -                  | -           | -           | -           | 39     | 11     |
| Totale Udinese          | Totale Udinese          | Totale Udinese          | 63         | 18         |                 | 2               | 1               |                    | -                  | -                  |             | -           | -           | 65     | 19     |
| 2017-2018               | Sampdoria               | A                       | 31         | 11         | CI              | 1               | 0               | -                  | -                  | -                  | -           | -           | -           | 32     | 11     |
| 2018-2019               | Atalanta                | A                       | 37         | 23         | CI              | 5               | 3               | UEL                | 6                  | 2                  | -           | -           | -           | 48     | 28     |
| 2019-2020               | Atalanta                | A                       | 28         | 18         | CI              | 0               | 0               | UCL                | 5                  | 1                  | -           | -           | -           | 33     | 19     |
| 2020-2021               | Atalanta                | A                       | 37         | 15         | CI              | 4               | 1               | UCL                | 8                  | 3                  | -           | -           | -           | 49     | 19     |
| 2021-2022               | Atalanta                | A                       | 24         | 10         | CI              | 0               | 0               | UCL+UEL            | 6+2                | 3+0                | -           | -           | -           | 32     | 13     |
| 2022-2023               | Atalanta                | A                       | 25         | 2          | CI              | 2               | 0               | -                  | -                  | -                  | -           | -           | -           | 27     | 2      |
| lug-ago. 2023           | Atalanta                | A                       | 2          | 1          | CI              | 0               | 0               | UEL                | -                  | -                  | -           | -           | -           | 2      | 1      |
| Totale Atalanta         | Totale Atalanta         | Totale Atalanta         | 153        | 69         |                 | 11              | 4               |                    | 27                 | 9                  |             | -           | -           | 191    | 82     |
| set. 2023-2024          | Torino                  | A                       | 35         | 12         | CI              | 1               | 0               | -                  | -                  | -                  | -           | -           | -           | 36     | 12     |
| 2024-2025               | Torino                  | A                       | 7          | 3          | CI              | 2               | 1               | -                  | -                  | -                  | -           | -           | -           | 9      | 4      |
| Totale Torino           | Totale Torino           | Totale Torino           | 42         | 15         |                 | 3               | 1               |                    | -                  | -                  |             | -           | -           | 45     | 16     |
| Totale carriera         | Totale carriera         | Totale carriera         | 433        | 151        |                 | 29              | 14              |                    | 41                 | 13                 |             | 0           | 0           | 503    | 178    |

### Cronologia presenze e reti in nazionale
| Cronologia completa delle presenze e delle reti in nazionale ― Colombia | Cronologia completa delle presenze e delle reti in nazionale ― Colombia | Cronologia completa delle presenze e delle reti in nazionale ― Colombia | Cronologia completa delle presenze e delle reti in nazionale ― Colombia | Cronologia completa delle presenze e delle reti in nazionale ― Colombia | Cronologia completa delle presenze e delle reti in nazionale ― Colombia | Cronologia completa delle presenze e delle reti in nazionale ― Colombia | Cronologia completa delle presenze e delle reti in nazionale ― Colombia |
| Data                                                                    | Città                                                                   | In casa                                                                 | Risultato                                                               | Ospiti                                                                  | Competizione                                                            | Reti                                                                    | Note                                                                    |
| ----------------------------------------------------------------------- | ----------------------------------------------------------------------- | ----------------------------------------------------------------------- | ----------------------------------------------------------------------- | ----------------------------------------------------------------------- | ----------------------------------------------------------------------- | ----------------------------------------------------------------------- | ----------------------------------------------------------------------- |
| 23-3-2017                                                               | Barranquilla                                                            | Colombia                                                                | 1 – 0                                                                   | Bolivia                                                                 | Qual. Mondiali 2018                                                     | -                                                                       | 64’                                                                     |
| 10-10-2017                                                              | Lima                                                                    | Perù                                                                    | 1 – 1                                                                   | Colombia                                                                | Qual. Mondiali 2018                                                     | -                                                                       | 71’                                                                     |
| 10-11-2017                                                              | Suwon                                                                   | Corea del Sud                                                           | 2 – 1                                                                   | Colombia                                                                | Amichevole                                                              | -                                                                       | 64’                                                                     |
| 14-11-2017                                                              | Chongqing                                                               | Cina                                                                    | 0 – 4                                                                   | Colombia                                                                | Amichevole                                                              | -                                                                       | 46’                                                                     |
| 23-3-2018                                                               | Saint-Denis                                                             | Francia                                                                 | 2 – 3                                                                   | Colombia                                                                | Amichevole                                                              | -                                                                       | 68’                                                                     |
| 22-3-2019                                                               | Yokohama                                                                | Giappone                                                                | 0 – 1                                                                   | Colombia                                                                | Amichevole                                                              | -                                                                       | 56’                                                                     |
| 26-3-2019                                                               | Seul                                                                    | Corea del Sud                                                           | 2 – 1                                                                   | Colombia                                                                | Amichevole                                                              | -                                                                       | 61’                                                                     |
| 4-6-2019                                                                | Bogotà                                                                  | Colombia                                                                | 3 – 0                                                                   | Panama                                                                  | Amichevole                                                              | -                                                                       | 46’                                                                     |
| 9-6-2019                                                                | Lima                                                                    | Perù                                                                    | 0 – 3                                                                   | Colombia                                                                | Amichevole                                                              | 1                                                                       | 46’                                                                     |
| 15-6-2019                                                               | Salvador de Bahia                                                       | Argentina                                                               | 0 – 2                                                                   | Colombia                                                                | Coppa America 2019 - 1º turno                                           | 1                                                                       | 81’ 87’                                                                 |
| 19-6-2019                                                               | San Paolo                                                               | Colombia                                                                | 1 – 0                                                                   | Qatar                                                                   | Coppa America 2019 - 1ºturno                                            | 1                                                                       |                                                                         |
| 23-6-2019                                                               | Salvador                                                                | Colombia                                                                | 1 – 0                                                                   | Paraguay                                                                | Coppa America 2019 - 1º turno                                           | -                                                                       | 66’                                                                     |
| 29-6-2019                                                               | San Paolo                                                               | Colombia                                                                | 0 – 0 (4 – 5 dtr)                                                       | Cile                                                                    | Coppa America 2019 - Quarti di finale                                   | -                                                                       | 77’                                                                     |
| 7-9-2019                                                                | Miami Gardens                                                           | Brasile                                                                 | 2 – 2                                                                   | Colombia                                                                | Amichevole                                                              | -                                                                       | 83’                                                                     |
| 10-9-2019                                                               | Tampa                                                                   | Colombia                                                                | 0 – 0                                                                   | Venezuela                                                               | Amichevole                                                              | -                                                                       | 71’                                                                     |
| 12-10-2019                                                              | Alicante                                                                | Colombia                                                                | 0 – 0                                                                   | Cile                                                                    | Amichevole                                                              | -                                                                       | 23’                                                                     |
| 9-10-2020                                                               | Barranquilla                                                            | Colombia                                                                | 3 – 0                                                                   | Venezuela                                                               | Qual. Mondiali 2022                                                     | 1                                                                       | 71’                                                                     |
| 13-10-2020                                                              | Santiago del Cile                                                       | Cile                                                                    | 2 – 2                                                                   | Colombia                                                                | Qual. Mondiali 2022                                                     | -                                                                       |                                                                         |
| 13-11-2020                                                              | Barranquilla                                                            | Colombia                                                                | 0 – 3                                                                   | Uruguay                                                                 | Qual. Mondiali 2022                                                     | -                                                                       |                                                                         |
| 17-11-2020                                                              | Quito                                                                   | Ecuador                                                                 | 6 – 1                                                                   | Colombia                                                                | Qual. Mondiali 2022                                                     | -                                                                       |                                                                         |
| 3-6-2021                                                                | Lima                                                                    | Perù                                                                    | 0 – 3                                                                   | Colombia                                                                | Qual. Mondiali 2022                                                     | -                                                                       |                                                                         |
| 8-6-2021                                                                | Barranquilla                                                            | Colombia                                                                | 2 – 2                                                                   | Argentina                                                               | Qual. Mondiali 2022                                                     | -                                                                       | 45+1’ 46’                                                               |
| 13-6-2021                                                               | Cuiabá                                                                  | Colombia                                                                | 1 – 0                                                                   | Ecuador                                                                 | Coppa America 2021 - 1º turno                                           | -                                                                       | 61’                                                                     |
| 17-6-2021                                                               | Goiânia                                                                 | Colombia                                                                | 0 – 0                                                                   | Venezuela                                                               | Coppa America 2021 - 1º turno                                           | -                                                                       | 73’                                                                     |
| 20-6-2021                                                               | Goiânia                                                                 | Colombia                                                                | 1 – 2                                                                   | Perù                                                                    | Coppa America 2021 - 1º turno                                           | -                                                                       | 61’                                                                     |
| 23-6-2021                                                               | Rio de Janeiro                                                          | Brasile                                                                 | 2 – 1                                                                   | Colombia                                                                | Coppa America 2021 - 1º turno                                           | -                                                                       | 64’                                                                     |
| 3-7-2021                                                                | Brasilia                                                                | Uruguay                                                                 | 0 – 0 (2 – 4 dtr)                                                       | Colombia                                                                | Coppa America 2021 - Quarti di finale                                   | -                                                                       |                                                                         |
| 6-7-2021                                                                | Brasilia                                                                | Argentina                                                               | 1 – 1 (3 – 2 dtr)                                                       | Colombia                                                                | Coppa America 2021 - Semifinale                                         | -                                                                       | 60’                                                                     |
| 9-7-2021                                                                | Brasilia                                                                | Colombia                                                                | 3 – 2                                                                   | Perù                                                                    | Coppa America 2021 - Finale 3º posto                                    | -                                                                       | 55’                                                                     |
| 7-10-2021                                                               | Montevideo                                                              | Uruguay                                                                 | 0 – 0                                                                   | Colombia                                                                | Qual. Mondiali 2022                                                     | -                                                                       | 46’                                                                     |
| 10-10-2021                                                              | Barranquilla                                                            | Colombia                                                                | 0 – 0                                                                   | Brasile                                                                 | Qual. Mondiali 2022                                                     | -                                                                       | 74’                                                                     |
| 14-10-2021                                                              | Barranquilla                                                            | Colombia                                                                | 0 – 0                                                                   | Ecuador                                                                 | Qual. Mondiali 2022                                                     | -                                                                       | 70’                                                                     |
| 11-11-2021                                                              | San Paolo                                                               | Brasile                                                                 | 1 – 0                                                                   | Colombia                                                                | Qual. Mondiali 2022                                                     | -                                                                       | 66’                                                                     |
| 16-11-2021                                                              | Barranquilla                                                            | Colombia                                                                | 0 – 0                                                                   | Paraguay                                                                | Qual. Mondiali 2022                                                     | -                                                                       | 46’                                                                     |
| Totale                                                                  |                                                                         | Presenze                                                                | 34                                                                      |                                                                         | Reti                                                                    | 4                                                                       |                                                                         |

## Palmarès

### Club
- Campionato colombiano: 1

América de Cali: Clausura 2008
- Coppa Italia: 1

Napoli: 2013-2014
- Supercoppa italiana: 1

Napoli: 2014

### Nazionale
- Torneo di Tolone: 1

2011

### Individuale
- Gran Galà del calcio AIC: 1

Squadra dell'anno: 2019